# Autobahn Rom–Latina
Die Autobahn Rom–Latina (Nummerierung noch nicht bekannt) ist eine geplante italienische Autobahn, die einmal Latina mit der italienischen Hauptstadt Rom verbinden soll. Gebaut und verwaltet wird die neu geplante Autobahn von der Autostrade del Lazio S. p. A. Der Baubeginn für die 56 km lange Strecke ist noch offen. Die im Juni 2016 erfolgte Ausschreibung für die Planung wird gerichtlich angefochten. Die im Juni 2016 neugewählten Stadtregierungen von Rom und Latina haben sich zwischenzeitlich gegen den Bau der Autobahn ausgesprochen.
Es ist geplant, die Autobahn von der Autobahn Rom–Fiumicino bzw. von der A12 Civitavecchia–Genua direkt mit einem Neubau anzuschließen. Von dort soll sie sechsspurig bis nach Tor de’ Cenci verlaufen und an die bestehende Regionalstraße SR 148 Pontina anschließen, die von dort aus weiter sechsspurig bis nach Aprilia Nord komplett durch einen Neubau ersetzt wird. Von Aprilia bis Latina wird sie durch einen vierspurigen Neubau ersetzt. In Aprilia ist die Errichtung einer Rastanlage geplant. Insgesamt soll es ferner zwei Mautstellen auf der Strecke geben. Im Zuge des Ausbaus ist auch die Errichtung der Schnellstraße Cisterna di Latina–Valmontone geplant, die die Autobahn nahe Latina mit der A1 Rom–Neapel verbinden soll.
| A?? Roma - Latina |                                                                  |
|                   | Baulos 1 Ausbau SR 148 Tor de’ Cenci–Castel Romano in Planung    |
|                   | Baulos 2 Ausbau SR 148 Castel Romano–Aprilia Nord in Planung     |
|                   | Baulos 3 Ausbau SR 148 Aprilia Nord–Bivio di Cisterna in Planung |
|                   | Baulos 4 Ausbau SR 148 Bivio di Cisterna–Latina Nord in Planung  |
|                   | Baulos 5 Neubau A?? A91–Tor de’ Cenci in Planung                 |